# Poule de Frise
Pour les articles homonymes, voir Frise et Mouette de la Frise orientale.
La « poule de la Frise » est une race de poule domestique.

## Origine

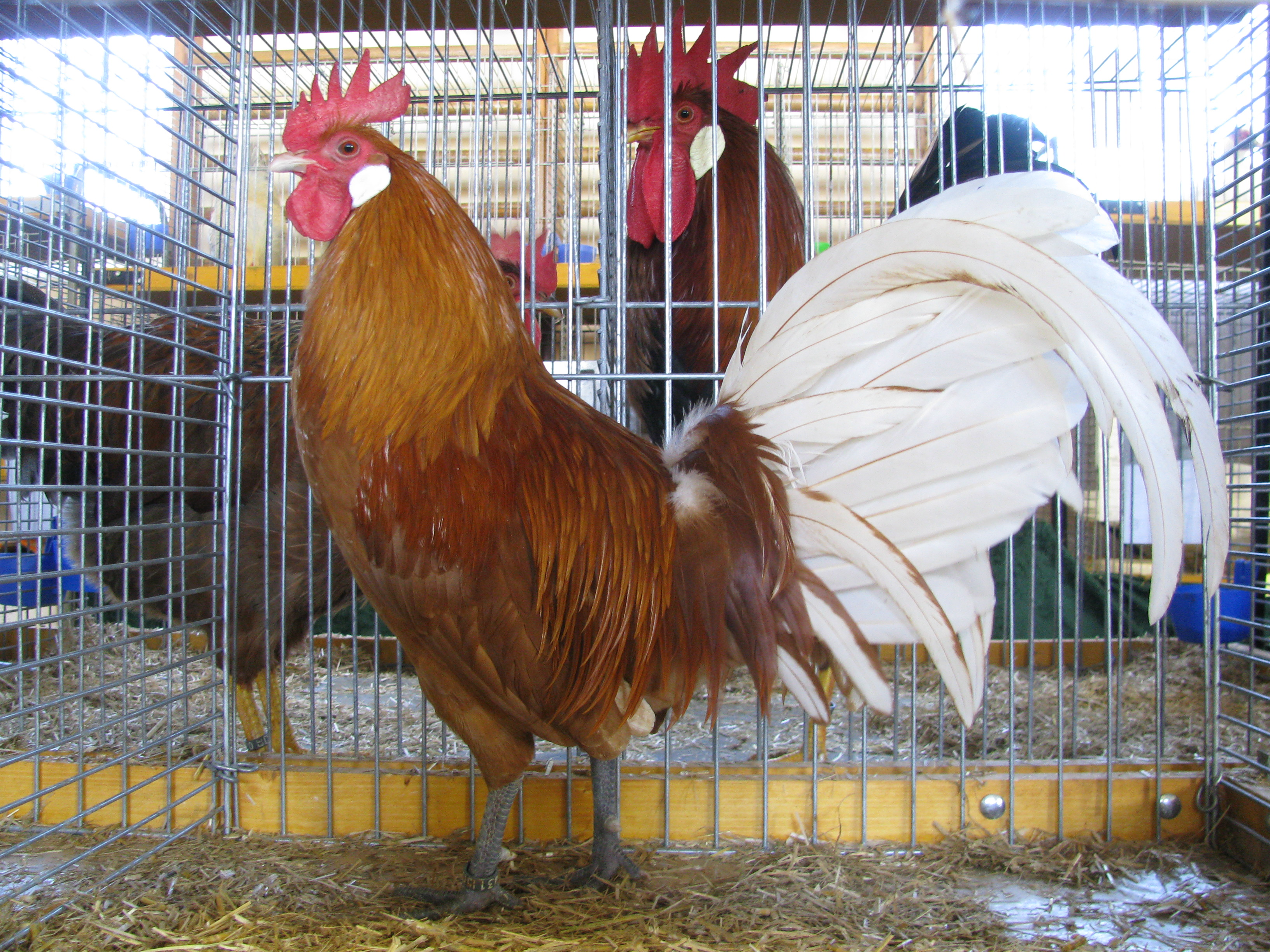
Coq fauve crayonné blanc

Les origines de la poule de la Frise sont floues. Pendant plusieurs siècles, elle a peuplé la Frise (Pays-Bas) sans jamais se croiser avec des races de poules étrangères. Elle a des origines communes avec une autre poule des Pays-Bas : la poule de Drente (appelée aussi « la Drentse ») qui a la même allure qu'elle. Elles se distinguent par leurs couleurs : la poule de la Frise n'est reconnue qu'en « barré crayonné », alors que la poule de Drente est reconnue dans d'autres variétés, comme la variété « perdrix ». 

Autrefois, il existait des variétés de poule de la Frise sans queue ou à petites pattes, mais celles-ci sont maintenant éteintes. 

Des poules de la Frise de taille et de poids exceptionnels ont permis la création de deux races de poules : la mouette de la Frise orientale et la mouette de Groningue, au début du XXe siècle.

La poule de la Frise naine, quant à elle, est apparue en 1930 aux Pays-Bas.

## Description
Grande race :
Volaille de type fermier, sans paraître lourde, de petite taille, grande queue bien déployée et portée un peu au-dessus de l'horizontal, plumage abondant et collant ; différence complète de dessins entre les deux sexes ; race de nature active.
Naine :
Volaille de type fermier, sans paraître lourde, de petite taille, charpente mince, port légèrement droit, ailes tenues inclinées et très près du corps, grande queue bien déployée et portée assez haut, plumage abondant et collant ; différence complète de dessins entre les deux sexes ; race de nature nerveuse.

## Standard
- Crête : Simple.
- Oreillons : Blancs.
- Yeux : Rouge baie vif
- Couleur de la peau : Blanche.
- Tarses : 4 doigts de taille moyenne, fins et lisses ; de couleur bleu ardoise avec ongles couleur corne.
- Plumage : Abondant et collant ; les plumes ont entre trois et cinq paires de taches, détachées et de la forme d'un grain de blé ; chez les coqs, autour des grandes faucilles sont dessinés des liserés.
- Variétés : Blanc, bleu, noir, coucou, argenté crayonné noir, citronné crayonné noir, doré crayonné noir, fauve crayonné blanc, rouge crayonné noir, noir caillouté blanc, rouge tacheté blanc

Grande race :
- Poids idéal : Coq : 1,5 à 1,6 kg ; Poule : 1,2 à 1,4 kg.
- Œufs : Minimum 50 g ; environ 170 œufs par an ; coquille blanche.
- Diamètre des bagues : Coq : 16 mm ; Poule : 14 mm.

Naine :
- Poids idéal : Coq : 650 g ; Poule : 550 g.
- Œufs : 35 g ; environ 170 œufs par an ; coquille blanche.
- Diamètre des bagues : Coq : 13 mm ; Poule : 11 mm

## Sources
- Le Standard officiel des volailles (Poules, oies, dindons, canards et pintades), édité par la Société centrale d'aviculture de France.
- L'ouvrage L'univers des poules d'Esther Verhoef et d'Aad Rijs, édité par Gründ.
- Le site internet Kippen Rassenpagina : http://www.kippenpagina.nl/kippenrassen/.